# Станислав Петров
Станислав Јевграфович Петров (рус. Станислав Евграфович Петров; Владивосток, 7. септембар 1939 − Фрјазино, 19. мај 2017) био је руски пуковник који је 26. септембра 1983. спречио потенцијални нуклеарни рат одбивши да поверује да су Сједињене Америчке Државе лансирале пројектиле на Совјетски Савез, упркос индикацији датој од стране компјутеризованог система за рана упозорења. Показало се касније да су совјетски рачунарски извештаји приказивали грешку и Петрову је одато признање за спречавање Трећег светског рата и уништавање великог дела Земље нуклеарним оружјем. Због војне тајности и међународне политике, Петровљеве акције су држане у тајности до 1998. године.
Овај инцидент спада у једну од неколико одлука високог ризика које су направиле стратешке нуклеарне снаге током година Хладног рата, често у последњем минуту, од стране административног особља далеко од главне команде.

## Инцидент из 1983.
Станислав Петров је био старешина на дужности у бункеру Серпухов 15 близу Москве 26. септембра 1983. године, у времену када је Хладни рат био на свом врхунцу. Петровљева одговорност је била да надгледа мрежу сателита за рано упозоравање и да обавести надређене о сваком лансираном нуклеарном пројектилу на Совјетски Савез. У случају таквог напада, стратегија Совјетског Савеза била је да одмах покрене свеобухватни нуклеарни напад против Сједињених Америчких Држава, како је доктрина Узајамно осигурано уништење налагала.
Нешто после поноћи, у 00:40, рачунари у бункеру су јавили да је интерконтинентална балистичка ракета лансирана из САД према Совјетском Савезу. Петров је сматрао да је рачунар направио грешку, пошто су слаби изгледи да би САД лансирале само једну ракету ако би нападале СССР, већ би много вероватније било да су лансирале велики број ракета. Такође, поузданост сателитског система је и раније била доведена у питање, па је уклонио упозорење као лажну узбуну, закључујући да није било лансирања од стране САД.
Недуго затим, рачунари су показали да је други пројектил испаљен, потом трећи, четврти и пети. Петров је и даље веровао да рачунарски систем греши, али није имао друге urlе информација који би потврдили његове сумње. Совјетски земаљски радар није био у могућности да примети пројектиле иза хоризонта, а и када би радар приметио претњу, за реакцију би било превише касно.
Петровљева дилема је била: ако је у питању прави напад, Совјетски Савез би био уништен нуклеарним оружјем без икаквог упозорења или могућности да одговори, а он не би обавио своју дужност. Са друге стране, ако је извештај о нападу лажан, онда његови претпостављени могу одлучити да започну једнако катастрофичан прави напад против непријатеља. У оба случаја милиони људи би погинули.
Разумевајући да ако је погрешио, нуклеарни пројектили би врло ускоро почели да падају по Совјетском Савезу, Петров је одлучио да верује својој интуицији и да установи да је систем давао лажну узбуну. Недуго затим испоставило се да је био у праву. Није било долазећих пројектила. Криза га је ставила у стање великог притиска и стреса, али је Петровљево расуђивање било исправно, тако да је избегнут нуклеарни рат пуних размера.

## После догађаја
Упркос превенцији потенцијалне нуклеарне катастрофе, одбијајући да обавести своје претпостављене о упозорењима рачунарског система, пуковник Петров је прекршио своја наређења и војни протокол. Касније су га испитивали надређени о његовим акцијама током догађаја, што је довело до тога да га више нису сматрали поузданим војним официром.
Совјетска војска није казнила Петрова за његове акције, али га није ни наградила или доделила одликовања. Његова акција је открила несавршености совјетског војног система, што је приказало његове претпостављене у лошем светлу. Добио је негативну оцену за лоше урађен писани задатак и његова, једном обећавајућа, војна каријера стигла је до краја. Прекомандован је на мање поверљив посао, а потом и пензионисан.
Овај инцидент је први пут званично објављен током деведесетих година 20. века у издању мемоара генерал-пуковника Јурија Вотинцева, некадашњег команданта Совјетских противваздушних ракетних одбрамбених јединица. Распрострањени медијски извештаји од тада повећали су јавну заинтересованост за Петровљеве акције.
Петров је своју пензију проводио у релативној беди у граду Фрјазино. Говорио је да себе не посматра као хероја за оно што је урадио тог дана. Упркос томе, 21. маја 2004. организација Удружење светских грађана из Сан Франциска дала је пуковнику Петрову своју Награду светског грађанина заједно са трофејом и 1000 америчких долара награде за улогу коју је одиграо у спречавању катастрофе.
У јануару 2006. Петров је путовао у САД где је награђен на састанку Уједињених нација у Њујорку. Тада је Удружење светских грађана дало Петрову и другу специјалну Награду светског грађанина. Тај интервју, заједно са другим догађајима током Петровљевог путовања у САД је укључен у документарни филм „Човек који је спасао свет“, објављеног крајем 2006. године.

## Догађаји иза инцидента
Ова лажна узбуна се догодила у време затегнутих односа између САД и СССР. Само три недеље раније совјетска војска је оборила корејски путнички авион који је повредио совјетски ваздушни простор, убијајући притом 269 људи у авиону, укључујући многе држављане САД (Коријан ерлајнсов лет 007). Према CNN-у, КГБ је тада послала поруку оперативцима на Западу у којој их је упозоравала да се припреме за могући нуклеарни рат.
У тако напрегнутим односима између две суперсиле у време ове лажне узбуне, да је Петров установио да су подаци о нуклеарном нападу стварни, уз то да је руководство Совјетског Савеза прихватило то као чињеницу, несумњиво је да би уследио нуклеарни напад великих размера на САД, на шта би САД одговориле истим. Због Петровљеве акције, свака могућност нуклеарног рата је пресечена много пре доласка у ту фазу.

## Скептицизам
На сам дан Петровљевог одликовања у Уједињеним нацијама у Њујорку, Стална мисија Руске Федерације у Уједињеним нацијама је дала изјаву за штампу у којој се каже да једна особа није у стању да започне или спречи нуклеарни рат: „Не постоје услови у којима би одлука за употребу нуклеарног оружја могла да буде разматрана ни у Совјетском Савезу (Русији) ни у Сједињеним Америчким Државама на основу података из једног urlа или система. Да би се то догодило, потврде морају стићи из неколико система: радари на земљи, сателити за рано упозоравање, обавештајни urlи итд“.
Ипак, неки аналитичари Хладног рата постављају питање да ли би ти протоколи били стриктно спроведени у случају упозорења за ракетне нападе који су укључивали Станислава Петрова. Сам Петров је рекао: „Мислим да смо тада били најближи нуклеарном рату изазваном грешком“.
У интервјуу за документарни филм „Црвено дугме и човек који је спасао свет“ (енгл. The Red Button and the Man Who Saved the World), Петров каже: „Све што се догодило тог дана није важно за мене — то је био мој посао. Ја сам једноставно радио свој посао и био сам права особа у право време, то је све. Моја каснија супруга 10 година није знала ништа о томе. 'Па шта си урадио?', питала ме је. Ништа нисам урадио.“

## Занимљивости
Мање од два месеца после догађаја из септембра 1983.  је у САД приказала контроверзни филм Дан после. Та је уметничка драма описивала нуклеарни рат између САД и Совјетског Савеза и какви би ефекти били на породични живот у обичном граду у САД. Догађаји око Петрова тада нису били познати јавности у САД. Многи су људи (нетачно, али разумно) веровали да је Кубанска ракетна криза двадесет година раније била последњи догађај када је нуклеарни рат био могућ.
Коинциденција је била да је филм Ратне игре био је приказан у САД током јуна 1983. Филм је описивао почетак могућег нуклеарног рата између САД и СССР захваљујући грешци рачунара. Можда и највећа коинциденција у том филму била је ситуација у којој су људи који су руководили ракетама одбили да да лансирају одговарајући напад.